# Harvey Brown
Pour les articles homonymes, voir Brown.
Harvey Brown (6 septembre 1795 - 31 mars 1874) est un officier américain qui a combattu lors des guerres de Black Hawk et séminoles, la guerre américano-mexicaine et la guerre de Sécession. Il est aussi au commandement des forces militaires de la ville de New York et plus tard aide à réprimer les émeutes contre la conscription à New York en 1863. Son fils Harvey E. Brown, Jr. est aussi un éminent militaire de carrière en tant que chirurgien et, plus tard, historien du département médical des États-Unis.

## Avant la guerre
Harvey E. Brown naît à Bridgetown (faisant partie de l'actuelle Rahway, New Jersey). Il est diplômé de l'académie militaire de West Point le 24 juillet 1818, comme second lieutenant d'artillerie légère. Il passe les premières années de sa carrière militaire, en service de garnison à Boston, au Massachusetts et New London, dans le Connecticut, ainsi que dans le service de commissariat à St. Augustine, en Floride. Lors de la réorganisation de l'armée américaine, en 1821, Brown est affecté dans le 1st United States Artillery et est officiellement promu premier lieutenant le 28 août 1821. De 1824 à 1825, il sert comme aide-de-camp du major-général Jacob Brown, puis commandant général de l'armée américaine, et est affecté dans le service de l'intendance pendant trois ans. En 1831, Brown est promu capitaine et participe à la guerre de Black Hawk l'année suivante. Brown prend également part à la seconde guerre séminole en tant que lieutenant-colonel, participant à la bataille de Wahoo Swamp, et est breveté commandant pour « conduite valeureuse » le 21 novembre 1836. Entre 1839 et 1841, il réprime une série de différends sur la frontière américano–canadienne.
Au cours de la guerre américano-mexicaine, Brown sert comme commandant sous les ordres des généraux Zachary Taylor et Winfield Scott. Il remporte une distinction lors des batailles de Monterrey, Cerro Gordo, Contreras, et  de la porte de Belén au cours de la chute de la ville de Mexico, breveté lieutenant-colonel et de colonel pour les deux derniers engagements respectivement. Impliqué dans le recrutement militaire de 1848 à 1852. il combat lors de la troisième guerre séminole et reste en Floride jusqu'en 1857. Brown exerce diverses fonctions et est inspecteur de l'artillerie avant la guerre de Sécession.

## Guerre de Sécession
En janvier 1861, Brown est nommé commandant militaire de Washington, DC, et du fort McHenry et reste à ces responsabilités jusqu'à ce que la guerre éclate quatre mois plus tard. Il est d'abord affecté au 4th United States Artillery, mais, déclinant la promotion au grade de brigadier général, il est nommé commandant de la 5th United States Artillery, le 14 mai 1861. Placé au commandement de l'expédition pour tenir le fort Pickens dans la Floride détenue par les confédérés, il défend avec succès Santa Rosa Island, le 9 octobre et repousse une tentative de l'ennemi pour s'emparer de la forteresse au cours des 22 et 23 novembre 1861. Il est breveté brigadier général pour « acte de bravoure et de bonne conduite lors de l'engagement des 22 et 23 novembre 1861, entre Fort Pickens et les batteries rebelles » et, plus tard, nommé commandant de New York Harbor en avril 1862 et commandant militaire complet en janvier 1863. Il reste à New York pendant plus d'un an et, au cours des émeutes contre la conscription de New York, Brown supervise les opérations militaires contre les manifestants et est particulièrement impliqué dans la suppression définitive des émeutiers. Il prend sa retraite du service actif le 1er août 1863, mais est breveté major-général le 2 août 1866, pour ses efforts au cours de l'émeute,.

## Après la guerre
Brown est en attente d'ordre à partir du 29 juin 1864 jusqu'au 9 novembre 1866, puis sert comme directeur du service de recrutement de l'armée jusqu'au 5 avril 1867. Il meurt à Clifton, New York,, et est enterré dans le cimetière de Hazelwood, à Rahway, New Jersey.